# Kris Richard
Kris Richard (Carson, 28 ottobre 1979) è un ex giocatore di football americano e allenatore di football americano statunitense che ha svolto il ruolo di coordinatore difensivo dei Seattle Seahawks della National Football League (NFL).

## Carriera da giocatore
Dopo avere giocato nel ruolo di cornerback a USC, Richard fu scelto dai Seattle Seahawks nel terzo giro del Draft NFL 2002, giocandovi fino al 2004. In seguito fece parte anche dei Miami Dolphins (2005) e dei San Francisco 49ers (2005-2006).

## Carriera da allenatore
Nel 2012, Richard fu assunto come allenatore dei defensive back dei Seahawks. Nel 2015, dopo che Dan Quinn passò al ruolo di capo-allenatore degli Atlanta Falcons, fu promosso a coordinatore difensivo. Dopo la stagione 2017 fu licenziato.